# Uonuma
Uonuma (jap. 魚沼市 Uonuma-shi) ist eine Stadt im Landesinneren der Präfektur Niigata auf Honshū, der Hauptinsel von Japan.

## Geographie
Uonuma liegt südlich von Niigata.

## Geschichte
Die Stadt Uonuma wurde am 1. November 2004 aus den ehemaligen Gemeinden Koide, Horinouchi, Yunotani, Hirokami, Morikado und Irihirose gegründet.

## Verkehr
- Zug:
  - JR-Jōetsu-Linie
  - JR Tadami-Linie
- Straße:
  - Kan’etsu-Autobahn
  - Nationalstraße 17

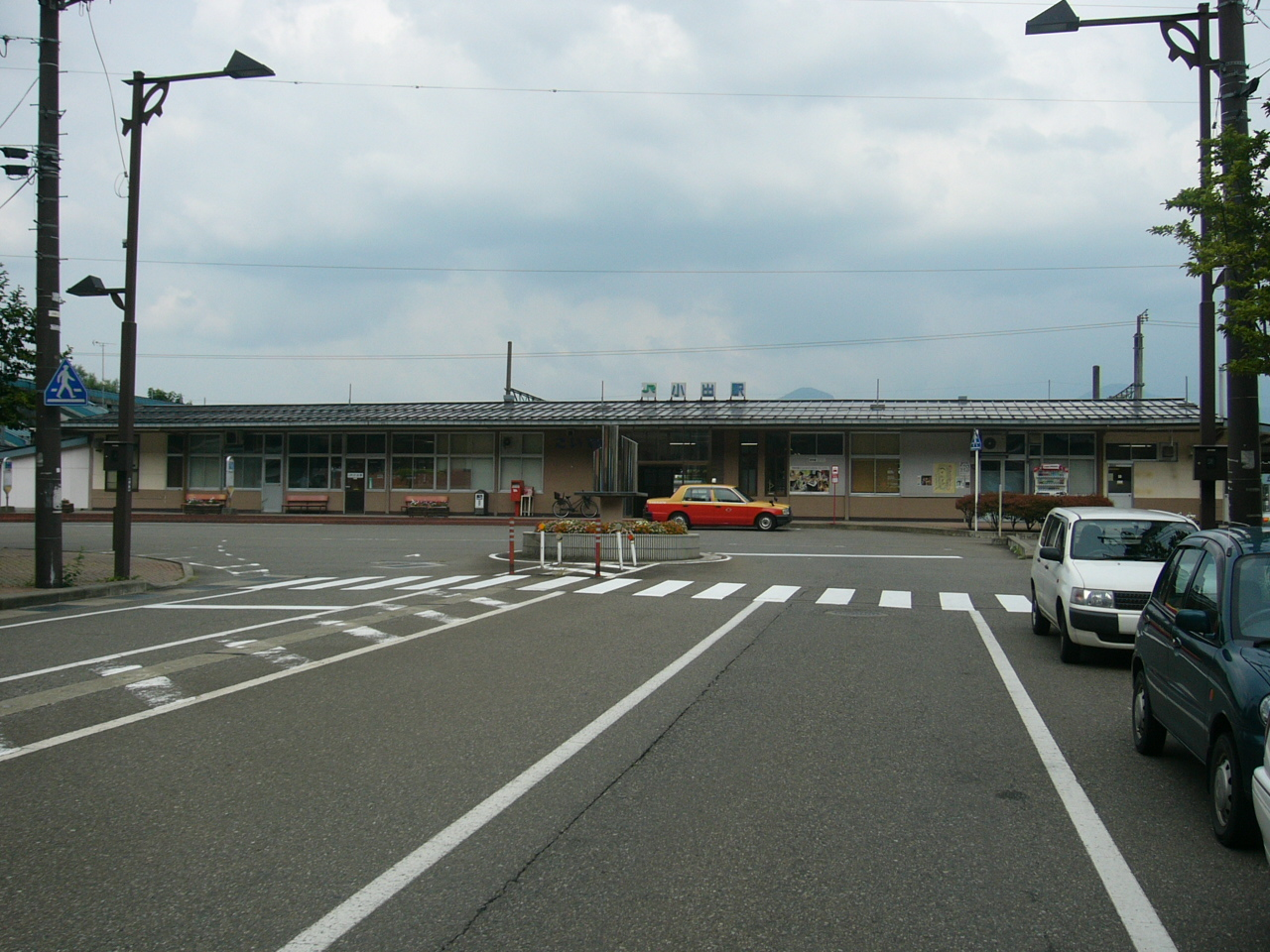
Bahnhof Koide

  - Nationalstraße 252, 290, 291, 352

## Söhne und Töchter der Stadt
- Mizue Hoshi (* 1985 im damaligen Yunotani), Skirennläuferin
- Hironao Meguro (* 1973 im damaligen Hirokami), Biathlet
- Ken Watanabe (* 1959 im damaligen Koide), Schauspieler

## Angrenzende Städte und Gemeinden

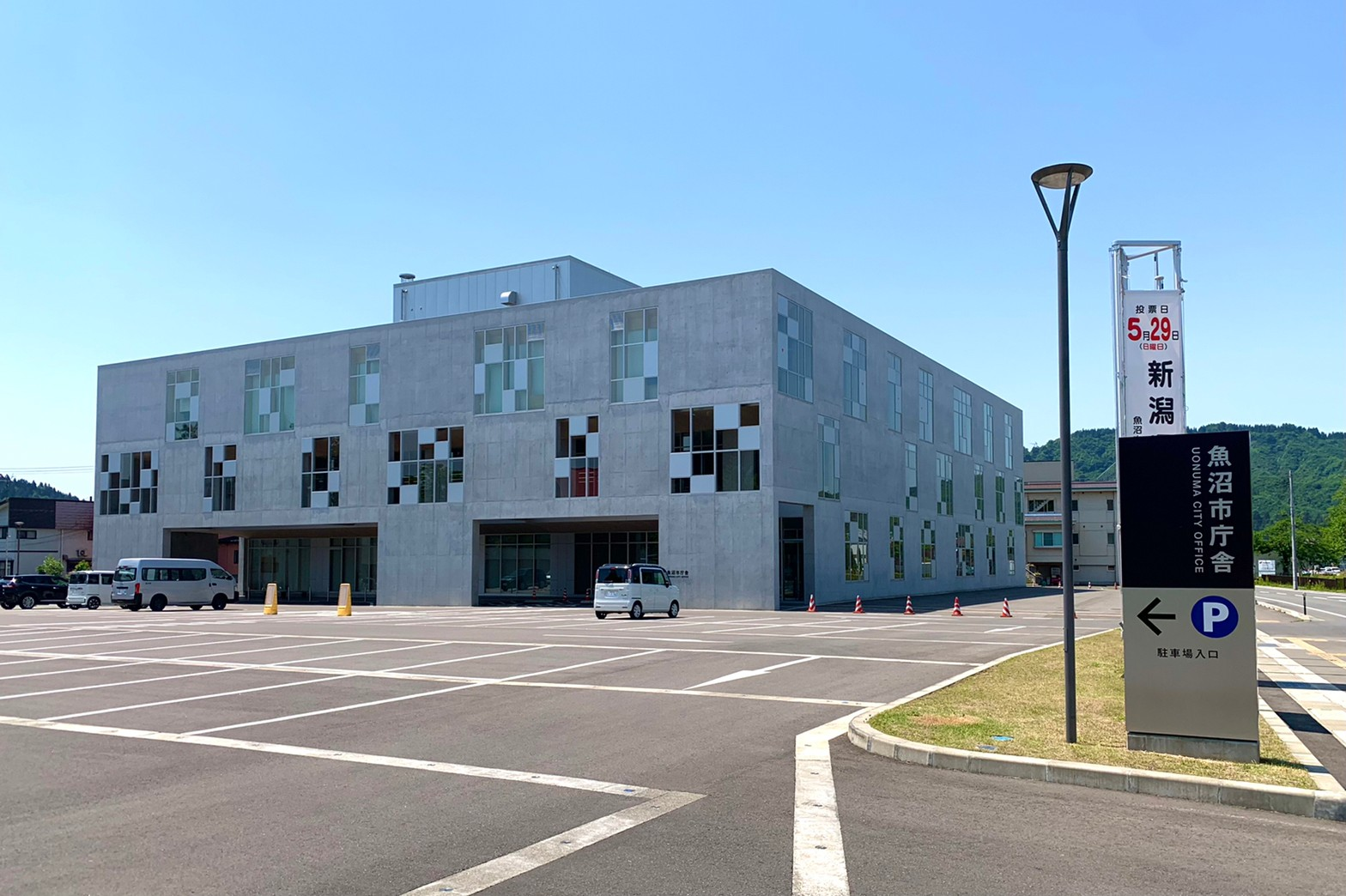
Rathaus

- Tōkamachi
- Ojiya
- Nagaoka
- Sanjō (Niigata)
- Minami-Uonuma